# Спомен-обележје Стручица
Спомен-обележје Стручица се налази у Раковцу, посвећен је партизанима Станку Пауновићу Вељку, Ђорђу Марковићу Ђиласу и Зенцелу Хуњадиу званом Курир Фрања, који су погинули на том месту, 1942. године.
Споменик је израђен почетком седамдесетих година 20. века, дело је аутора Мирка Крстоношића. Три извијена стуба која стреме ка небу представљају три погинула војника. 
Споменик Стручица је добио назив по делу Раковца на коме се налази. До споменика води Улица Станка Пауновића Вељка поред познатог раковачког археолошког налазишта Градина.